# Резерв Повітряних сил США
Резерв Повітряних сил США (англ. Air Force Reserve), також Командування резерву Повітряних сил США (англ. Air Force Reserve Command, AFRC) — одна зі складових повітряних сил США, другий за чисельністю компонент ВПС США, який включає більше за 57 000 підготовленого особового складу та персоналу для ВПС країни.